# Atletismo nos Jogos Olímpicos de Verão de 1988
Nos Jogos Olímpicos de Verão de 1988 em Seul, 42 eventos do atletismo foram realizados, sendo 24 masculinos e 18 femininos.

## Medalhistas
Masculino
| Evento                         | Ouro                                                                              | Prata                                                                        | Bronze                                                                      |
| ------------------------------ | --------------------------------------------------------------------------------- | ---------------------------------------------------------------------------- | --------------------------------------------------------------------------- |
| 100 metros detalhes            | Carl Lewis USA Estados Unidos                                                     | Linford Christie GBR Grã-Bretanha                                            | Calvin Smith USA Estados Unidos                                             |
| 200 metros detalhes            | Joe DeLoach USA Estados Unidos                                                    | Carl Lewis USA Estados Unidos                                                | Robson da Silva BRA Brasil                                                  |
| 400 metros detalhes            | Steve Lewis USA Estados Unidos                                                    | Butch Reynolds USA Estados Unidos                                            | Danny Everett USA Estados Unidos                                            |
| 800 metros detalhes            | Paul Ereng KEN Quênia                                                             | Joaquim Cruz BRA Brasil                                                      | Saïd Aouita MAR Marrocos                                                    |
| 1500 metros detalhes           | Peter Rono KEN Quênia                                                             | Peter Elliott GBR Grã-Bretanha                                               | Jens-Peter Herold GDR Alemanha Oriental                                     |
| 5000 metros detalhes           | John Ngugi KEN Quênia                                                             | Dieter Baumann FRG Alemanha Ocidental                                        | Hansjörg Kunze GDR Alemanha Oriental                                        |
| 10000 metros detalhes          | Brahim Boutayeb MAR Marrocos                                                      | Salvatore Antibo ITA Itália                                                  | Kipkemboy Kimeli KEN Quênia                                                 |
| 110 m com barreiras detalhes   | Roger Kingdom USA Estados Unidos                                                  | Colin Jackson GBR Grã-Bretanha                                               | Tonie Campbell USA Estados Unidos                                           |
| 400 m com barreiras detalhes   | Andre Phillips USA Estados Unidos                                                 | Amadou Dia Ba SEN Senegal                                                    | Edwin Moses USA Estados Unidos                                              |
| 3000 m com obstáculos detalhes | Julius Kariuki KEN Quênia                                                         | Peter Koech KEN Quênia                                                       | Mark Rowland GBR Grã-Bretanha                                               |
| Revezamento 4x100 m detalhes   | Viktor Bryzgin Vladimir Krylov Vladimir Muravyov Vitaly Savin URS União Soviética | Elliot Bunney John Regis Michael McFarlane Linford Christie GBR Grã-Bretanha | Bruno Marie-Rose Daniel Sangouma Gilles Quenehervé Max Morinière FRA França |
| Revezamento 4x400 m detalhes   | Danny Everett Steve Lewis Kevin Robinzine Butch Reynolds USA Estados Unidos       | Howard Davis Devon Morris Winthrop Graham Bert Cameron JAM Jamaica           | Norbert Dobeleit Edgar Itt Jörg Vaihinger Ralf Lübke FRG Alemanha Ocidental |
| Maratona detalhes              | Gelindo Bordin ITA Itália                                                         | Douglas Wakiihuri KEN Quênia                                                 | Hussein Ahmed Salah DJI Djibuti                                             |
| Marcha atlética 20 km detalhes | Jozef Pribilinec TCH Checoslováquia                                               | Ronald Weigel GDR Alemanha Oriental                                          | Maurizio Damilano ITA Itália                                                |
| Marcha atlética 50 km detalhes | Viacheslav Ivanenko URS União Soviética                                           | Ronald Weigel GDR Alemanha Oriental                                          | Hartwig Gauder GDR Alemanha Oriental                                        |
| Salto em altura detalhes       | Gennadiy Avdeyenko URS União Soviética                                            | Hollis Conway USA Estados Unidos                                             | Rudolf Povarnitsyn URS União Soviética Patrik Sjöberg SWE Suécia            |
| Salto com vara detalhes        | Sergey Bubka URS União Soviética                                                  | Rodion Gataullin URS União Soviética                                         | Grigoriy Yegorov URS União Soviética                                        |
| Salto em distância detalhes    | Carl Lewis USA Estados Unidos                                                     | Mike Powell USA Estados Unidos                                               | Larry Myricks USA Estados Unidos                                            |
| Salto triplo detalhes          | Hristo Markov BUL Bulgária                                                        | Igor Lapshin URS União Soviética                                             | Aleksandr Kovalenko URS União Soviética                                     |
| Arremesso de peso detalhes     | Ulf Timmermann GDR Alemanha Oriental                                              | Randy Barnes USA Estados Unidos                                              | Werner Günthör SUI Suíça                                                    |
| Lançamento de dardo detalhes   | Tapio Korjus FIN Finlândia                                                        | Jan Železný TCH Checoslováquia                                               | Seppo Räty FIN Finlândia                                                    |
| Lançamento de disco detalhes   | Jürgen Schult GDR Alemanha Oriental                                               | Romas Ubartas URS União Soviética                                            | Rolf Danneberg FRG Alemanha Ocidental                                       |
| Lançamento de martelo detalhes | Sergey Litvinov URS União Soviética                                               | Yuriy Sedykh URS União Soviética                                             | Jüri Tamm URS União Soviética                                               |
| Decatlo detalhes               | Christian Schenk GDR Alemanha Oriental                                            | Torsten Voss GDR Alemanha Oriental                                           | Dave Steen CAN Canadá                                                       |

Feminino
| Evento                       | Ouro                                                                                 | Prata | Bronze |
| ---------------------------- | ------------------------------------------------------------------------------------ | --- | --- |
| 100 metros detalhes          | Florence Griffith-Joyner USA Estados Unidos                                          | Evelyn Ashford USA Estados Unidos                                                                        | Heike Drechsler GDR Alemanha Oriental                                                                            |
| 200 metros detalhes          | Florence Griffith-Joyner USA Estados Unidos                                          | Grace Jackson JAM Jamaica                                                                                | Heike Drechsler GDR Alemanha Oriental                                                                            |
| 400 metros detalhes          | Olga Bryzgina URS União Soviética                                                    | Petra Müller GDR Alemanha Oriental                                                                       | Olga Nazarova URS União Soviética                                                                                |
| 800 metros detalhes          | Sigrun Wodars GDR Alemanha Oriental                                                  | Christine Wachtel GDR Alemanha Oriental                                                                  | Kim Gallagher USA Estados Unidos                                                                                 |
| 1500 metros detalhes         | Paula Ivan ROU Romênia                                                               | Laimutė Baikauskaitė URS União Soviética                                                                 | Tetyana Samolenko URS União Soviética                                                                            |
| 3000 metros detalhes         | Tatyana Samolenko URS União Soviética                                                | Paula Ivan ROU Romênia                                                                                   | Yvonne Murray GBR Grã-Bretanha                                                                                   |
| 10000 metros detalhes        | Olga Bondarenko URS União Soviética                                                  | Liz McColgan GBR Grã-Bretanha                                                                            | Yelena Zhupiyeva-Vyazova URS União Soviética                                                                     |
| 100 m com barreiras detalhes | Yordanka Donkova BUL Bulgária                                                        | Gloria Kovarik-Siebert GDR Alemanha Oriental                                                             | Claudia Reidick-Zazckiewicz FRG Alemanha Ocidental                                                               |
| 400 m com barreiras detalhes | Debra Flintoff-King AUS Austrália                                                    | Tatyana Ledovskaya URS União Soviética                                                                   | Ellen Neumann-Fiedler GDR Alemanha Oriental                                                                      |
| Revezamento 4x100 m detalhes | Alice Brown Sheila Echols Florence Griffith-Joyner Evelyn Ashford USA Estados Unidos | Silke Gladisch-Moller Kerstin Behrendt Ingrid Brestrich-Lange Marlies Oelsner-Göhr GDR Alemanha Oriental | Lyudmila Kondratieva Galina Malchugina-Chermoshanskaya Marina Zhirova Natalya Pomoshchnikova URS União Soviética |
| Revezamento 4x400 m detalhes | Tatyana Ledovskaya Olga Nazarova Mariya Pinigina Olga Bryzgina URS União Soviética   | Denean Howard-Hill Diane Dixon Valerie Brisco-Hooks Florence Griffith-Joyner USA Estados Unidos          | Dagmar Rübsam-Neubauer Kirsten Siemon-Emmelmann Sabine Busch Petra Müller GDR Alemanha Oriental                  |
| Maratona detalhes            | Rosa Mota POR Portugal                                                               | Lisa Martin-Ondieki AUS Austrália                                                                        | Katrin Dörre GDR Alemanha Oriental                                                                               |
| Salto em altura detalhes     | Louise Ritter USA Estados Unidos                                                     | Stefka Kostadinova BUL Bulgária                                                                          | Tamara Bykova URS União Soviética                                                                                |
| Salto em distância detalhes  | Jackie Joyner-Kersee USA Estados Unidos                                              | Heike Daute-Drechsler GDR Alemanha Oriental                                                              | Galina Chistyakova URS União Soviética                                                                           |
| Arremesso de peso detalhes   | Natalya Lisovskaya URS União Soviética                                               | Kathrin Neimke GDR Alemanha Oriental                                                                     | Li Meisu CHN China                                                                                               |
| Lançamento de dardo detalhes | Petra Felke GDR Alemanha Oriental                                                    | Fatima Whitbread GBR Grã-Bretanha                                                                        | Beate Koch GDR Alemanha Oriental                                                                                 |
| Lançamento de disco detalhes | Martina Opitz-Hellmann GDR Alemanha Oriental                                         | Diana Sachse-Gansky GDR Alemanha Oriental                                                                | Tsvetanka Khristova BUL Bulgária                                                                                 |
| Heptatlo detalhes            | Jackie Joyner-Kersee USA Estados Unidos                                              | Sabine Mobius-John GDR Alemanha Oriental                                                                 | Anke Vater-Behmer GDR Alemanha Oriental                                                                          |

Nota: Ben Johnson, do Canadá, originalmente ganhou a medalha de ouro nos 100 metros masculino, mas foi desclassificado após testar positivo para a substância estanozolol, considerada doping.

## Quadro de medalhas
| Ordem | País                   | Medalha de ouro | Medalha de prata | Medalha de bronze |     |
| ----- | ---------------------- | --------------- | ---------------- | ----------------- | --- |
| 1     | USA Estados Unidos     | 13              | 7                | 6                 | 26  |
| 2     | URS União Soviética    | 10              | 6                | 10                | 26  |
| 3     | GDR Alemanha Oriental  | 6               | 11               | 10                | 27  |
| 4     | KEN Quênia             | 4               | 2                | 1                 | 7   |
| 5     | BUL Bulgária           | 2               | 1                | 1                 | 4   |
| 6     | ITA Itália             | 1               | 1                | 1                 | 3   |
| 7     | AUS Austrália          | 1               | 1                |                   | 1   |
| 7     | TCH Checoslováquia     | 1               | 1                |                   | 1   |
| 7     | ROU Romênia            | 1               | 1                |                   | 1   |
| 10    | FIN Finlândia          | 1               |                  | 1                 | 2   |
| 10    | MAR Marrocos           | 1               |                  | 1                 | 2   |
| 12    | POR Portugal           | 1               |                  |                   | 1   |
| 13    | GBR Grã-Bretanha       |                 | 6                | 2                 | 8   |
| 14    | JAM Jamaica            |                 | 2                |                   | 2   |
| 15    | FRG Alemanha Ocidental |                 | 1                | 3                 | 4   |
| 16    | BRA Brasil             |                 | 1                | 1                 | 2   |
| 17    | SEN Senegal            |                 | 1                |                   | 1   |
| 18    | CAN Canadá             |                 |                  | 1                 | 1   |
| 18    | CHN China              |                 |                  | 1                 | 1   |
| 18    | DJI Djibuti            |                 |                  | 1                 | 1   |
| 18    | FRA França             |                 |                  | 1                 | 1   |
| 18    | SWE Suécia             |                 |                  | 1                 | 1   |
| 18    | SUI Suíça              |                 |                  | 1                 | 1   |
| TOTAL | TOTAL                  | 42              | 42               | 43                | 127 |